# جيمي فان إيتون
جيمي فـان إيتون (بالإنجليزية: Jimmy Van Eaton)‏ هو موسيقي أمريكي، ولد في 23 ديسمبر 1937 في ممفيس في الولايات المتحدة.

## وصلات خارجية
- جيمي فـان إيتون على موقع ميوزك برينز (الإنجليزية)
- جيمي فـان إيتون على موقع أول ميوزيك (الإنجليزية)
- جيمي فـان إيتون على موقع ديسكوغز (الإنجليزية)